# Joseph-Marie Suarez
Pour les articles homonymes, voir Suarès.
Joseph-Marie Suarez (1599-1677), hagiographe, historien, évêque de Vaison-la-Romaine (1633-1666) et bibliothécaire pontifical. Il avait pris comme devise : Unicuique Sua Res.

## Biographie
Joseph-Marie Suarez est fils de Georges Joseph de Suarez, auditeur de la Rote d'Avignon, et de Jeanne de Pol de Saint-Tronquet. Il naquit en cette ville le 5 juillet 1599, jour de la fête de Pierre de Luxembourg, cardinal d'Avignon pendant le Grand Schisme d'Occident. Cet évènement allait influencer toute sa vie.
Il est le frère de Charles Joseph de Suarez et l'oncle de Louis Alphonse de Suarez, qui lui succéderont, ainsi que le grand-oncle de Louis-Marie de Suarez.
Joseph Marie Suarès fit des études de droit civil à l'université d'Avignon à l'issue desquelles il ressortit docteur en 1618. Repéré à Avignon par Giovanni Francesco Guidi di Bagno vice-légat de 1617 à 1621, Suarès l'accompagna à Bruxelles comme secrétaire des lettres latines lorsqu'il fut nommé nonce extraordinaire en Flandre. Il partit d'Avignon le 11 mai 1621, et arriva à Bruxelles le 17 juillet. Son oncle François Suarès le destinant à devenir coadjuateur en la prévôté Notre-Dame des Doms, il rejoignit l'ancienne cité papale le 29 août 1622 et fut ordonné prêtre à l'automne 1623. C'est au moment du passage à Avignon en avril 1625 du cardinal Francesco Barberini, qui se rendait à Paris pour une légation que Joseph-Marie Suarès se fit remarquer de lui. Le Cardinal l’appela à Rome en 1627 qui lui confia le soin d'entretenir et enrichir la riche bibliothèque barberine. Plus qu'un bibliothécaire, Suarès devint un fidèle ami du cardinal. Ce dernier lui fit obtenir ln 1633 le titre de camérier secret du pape Urbain VIII.
Promu à l'évêché de Vaison, le 8 juin 1633, il prit possession de son diocèse le 24 décembre 1634. Il combattit avec énergie les calvinistes de la région en multipliant les fondations de couvent et les missions. On lui doit de nombreuses conversions et notamment celle du médecin et lettré Samuel Sorbière en la cathédrale de Vaison en octobre 1653.
Il accompagna les cardinaux Francesco et Antonio Barberini dans leur exil à Paris en 1646. il séjourna à Rome de mai 1654 à janvier 1658 et composa des écrits savants dont un ouvrage sur les antiquités de Palestrina, Praenestes antiquae duo qu'il fit publier en 1655. Il remplit plusieurs missions pour le Sacré collège durant le conclave de 1655 amenant à l’élection du pape Alexandre VII.
Sur l'insistance de son maître et ami Francesco Barberini et sans doute lassé de l'exercice pastoral, il céda sa tiare épiscopale le 17 mars 1666 à son frère Charles-Joseph puis s'installa définitivement dans la ville éternelle. Il est nommé vicaire de la basilique Saint-Pierre de Rome en juin 1665 et préfet de la Bibliothèque vaticane. Il consacra les dernières années de sa vie aux belles lettres et à des recherches sur l'Histoire ecclésiastique et les antiquités romaines chrétiennes comme païennes. Il mourut le 7 décembre 1677 à Rome au Palais de la Chancellerie, où il logeait, entre les bras de Francesco Barberini.

### Son œuvre hagiographique
Elle fut essentiellement consacrée au cardinal de Luxembourg. Le futur évêque rédigea en latin deux panégyriques à son sujet qu'il dédia au cardinal Francesco Barberini. Ces duo sermones de sancto Petro Luxemburgo sont intitulés De Laudibus de Beato Patri a Luxemburgo et Oratio de Beato Petro Luxemburgo. Ils furent prononcés les 5 juillet 1621 puis le 5 juillet 1626 par ses frères cadets François de Suarès (1608-1678) et Louis-Marie de Suarès (1612-1673) lors de la fête du cardinal en l'église des Célestins d'Avignon.

### Ses travaux historiques et épigraphiques
Il prit la suite de Nicolas-Claude Fabri de Peiresc dans le relevé des blasons du XIVe siècle pontifical d'Avignon. Entre 1622 et 1638, il entreprit de croquer les dix-huit écus peints dans la Livrée de Florence.

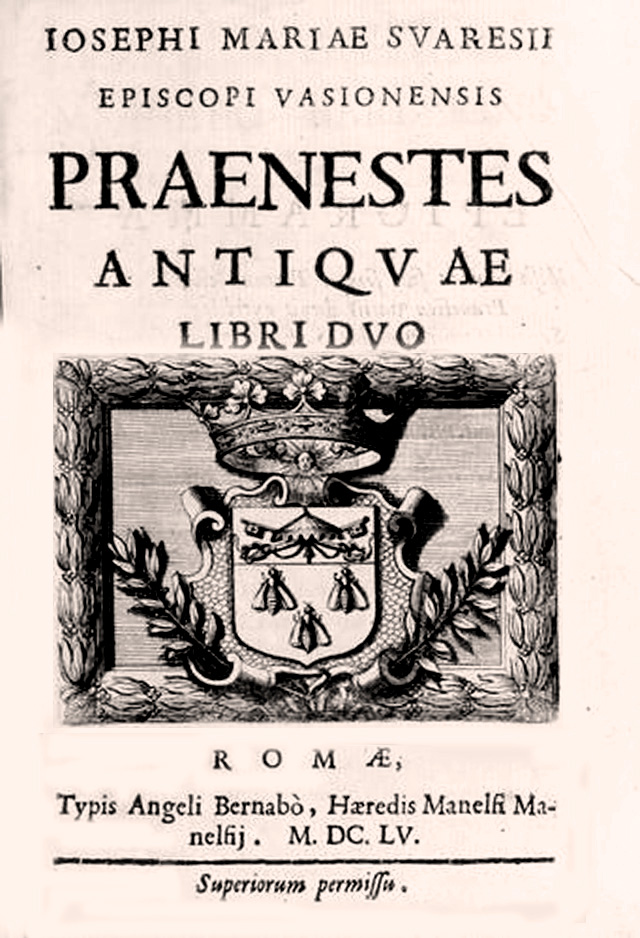
Livre II des Praenestes antiquae

Il se passionna pour l'étude de la numismatique et des antiquités des environs de Vaison.

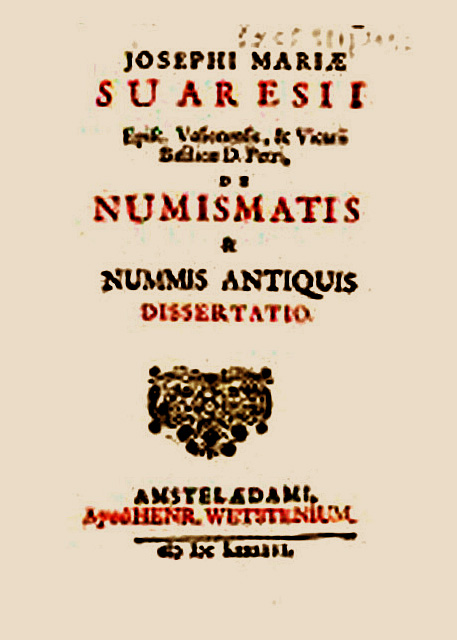
De numismatis & nummis antiquis dissertatio

On sait qu'il rédigea aussi l'épitaphe de Béatrix de Provence et de Robert d'Anjou, roi de Naples et comte de Provence, son petit-fils. Dans une lettre autographe présentant ses principaux travaux, Suarès note qu'il a établi une généalogie des comtes de Castres de la maison de Châtillon.
Plus importants furent ses travaux épigraphiques. Il les initia dès qu'il fut nommé évêque de Vaison et qu'il trouva sur place pour l'aider un petit groupe d'amateurs et d'antiquaires parmi son clergé et les notables. Ils recueillirent les vestiges de la ville romaine qui affleuraient. Ce travail de collecte et de copie des inscriptions demeure fort précieux en particulier pour les pièces disparues.
En 1662, il fit graver une plaque en l'honneur de son prédécesseur Pierre de Casa, mort de la peste Noire qui indiquait : VENERABILI PETRO DE CASA, PRIORI GENERALI ORDINIS CARMELITARVM, PATRIARCHÆ JEROSOLIMITANO, HVJVS EPISCOPATVS ADMINISTRATORI. OBIIT ANNO SALVTIS MCCCXLVIII, DIE TERCIA NONA AUGVSTI ET MIRACVLIS CLARVIT. Joseph-Maria, episcopus Vasionensis. P. C. Cette épitaphe n’est plus aujourd’hui in-situ.

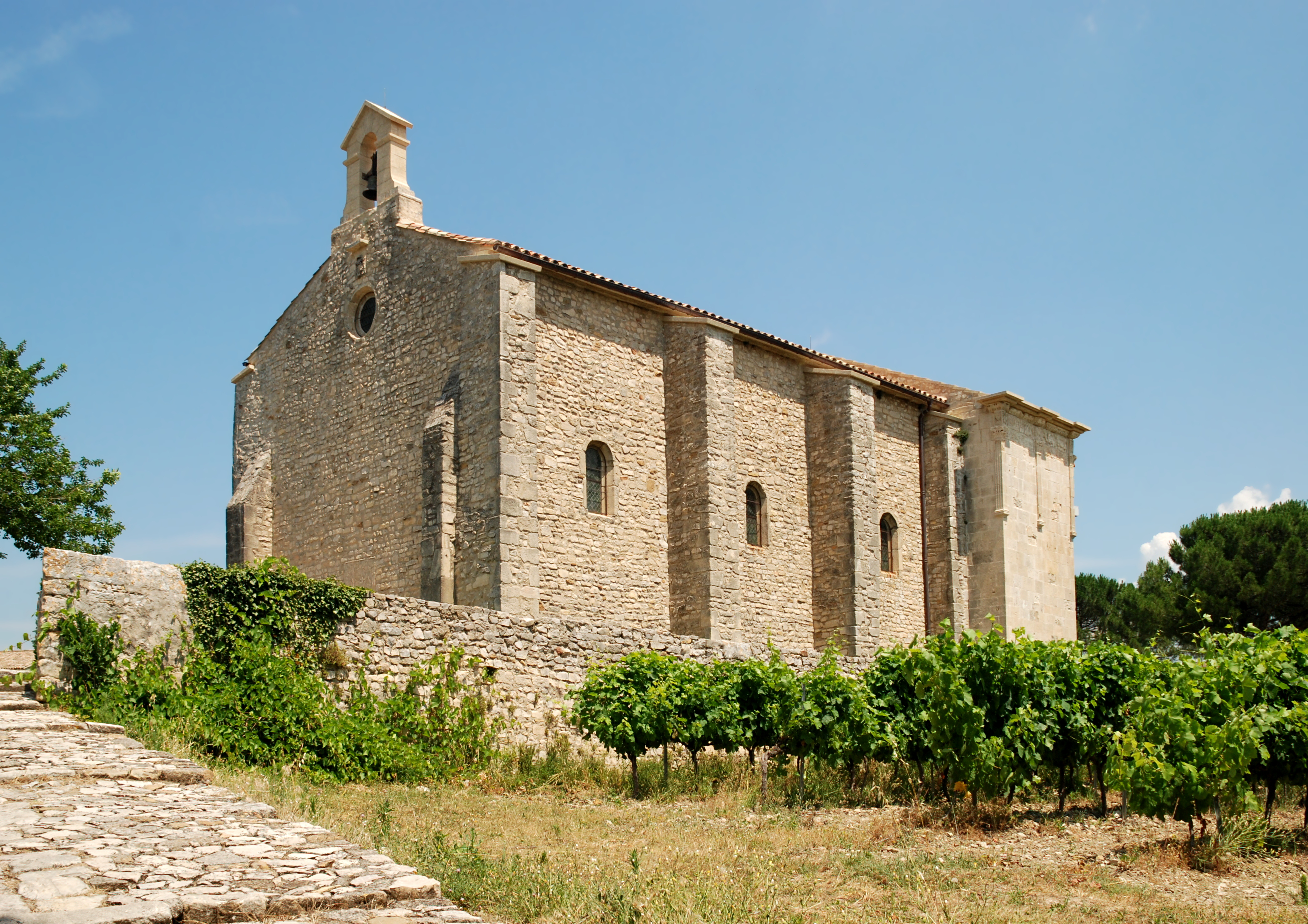
La chapelle Saint-Quenin

### Le restaurateur de la cathédrale et de Saint-Quenin
La cathédrale Notre-Dame-de-Nazareth, abandonnée par ses prédécesseurs, menaçant ruines, il fit consolider ses voûtes. Son second grand chantier fut la reconstruction de la nef de la chapelle romane de Saint-Quenin. Sa restauration à l'antique avait été entreprise dès 1630 sous l'égide de la Confrérie de saint Quenin. Dès 1633, l'évêque s'associa à cette œuvre et lui apporta son concours financier. Deux inscriptions dans la nef et le blason des Suarès gravés par deux fois sur les voûtes attestent de ce mécénat.

### Sa carrière au service de la Curie romaine
Son érudition le fit remarquer à Avignon par le vice-légat Giovanni Francesco Guidi di Bagno puis Francesco Barberini. Sur les conseils de ce dernier, il se démit, en 1666, de sa charge épiscopale en faveur de son frère.
Dès son retour à Rome, il devint vicaire de Saint-Pierre de Rome, puis préfet de la bibliothèque vaticane en 1668. Le pape Clément IX, qui était un de ses amis, le nomma évêque domestique le 27 mai 1668. Ce fut sans doute à cette époque qu'il écrivit « Sur un drame de saint Alexis » pièce en musique qui fut représentée à Rome, puis le livret « De bello Succico et Belgico » pour le Père Framian. Il mourut le 8 décembre 1677.

## Publications

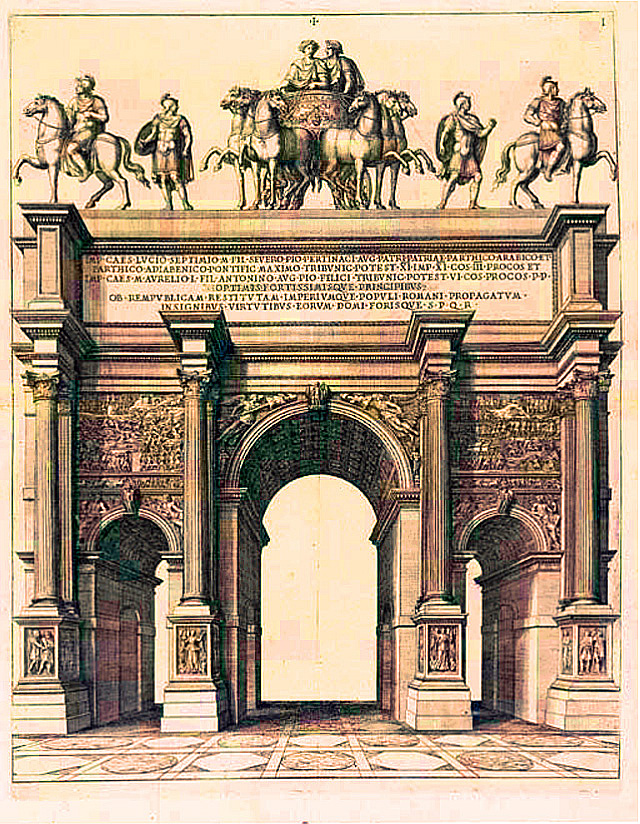
Relevé fait en 1676 par Joseph Marie de Suarès, évêque de Vaison-la-Romaine, pour le cardinal Barberini

Il a publié, en latin, en 1676, un ouvrage sur l'arc de Septime Sévère Arcus L. Septimii Seueri Aug. anaglypha : cum explicatione Iosephi Mariæ Suaresii dont il a retranscrit la dédicace : « Imp(eratori) Caes(ari) Lucio Septimio M(arci) fil(io) Seuero Pio Pertinaci Aug(usto) patri patriae Parthico Arabico et 
 Parthico Adiabenico pontific(i) maximo tribunic(ia) potest(ate) XI imp(eratori) XI, co(n)s(uli) III proco(n)s(uli) et
 imp(eratori) Caes(ari) M(arco) Aurelio L(ucii) fil(io) Antonino Aug(usto) Pio Felici tribunic(ia) potest(ate) VI co(n)s(uli) proco(n)s(uli)
[ p(atri) p(atriae) optimis fortissimisque principibus ]
ob rem publicam restitutam imperiumque populi Romani propagatum
 insignibus uirtutibus eorum domi forisque S(enatus) P(opulus)Q(ue) R(omanus) ».
Ce qui se traduit par : « À l'Empereur César Lucius Septimius Severus, Pertinax, fils de Marcus, le Pieux, Père de la patrie, Parthique arabique, Parthique adiabénique, grand pontife, ayant détenu 11 fois la puissance tribunicienne et ayant été salué imperator pour la onzième fois, consul pour la troisième fois, proconsul, et à l'Empereur César Marcus Aurelius, fils de Lucius, Antonin Auguste le Pieux, ayant détenu heureusement la puissance tribunicienne six fois, consul, proconsul, Père de la patrie, aux princes très grands et très vaillants, pour avoir restauré l'État et agrandi l'empire du peuple romain au-dedans et au-dehors, grâce à leurs mérites visibles, Le Sénat et le peuple romain [ont élevé ce monument] ».
- Oratio de deo trino et vno ad S. D. N. Vrbanum VIII pont. max., Typis Vaticanis, Romæ, 1632 (lire en ligne)
- Praenestes antiquae libri duo, Typis Angeli Bernabò, hæredis Manelfi Manelsii, Romæ, 1655 (lire en ligne)
- Ad clerum populumque Vasionensem epistolæ, Typis Iacobi Dragondelli, Romæ, 1657 (lire en ligne)
- Vindiciae Silvestri II. pontificis maximi, Guillelmum Barbier, Lugduni, 1658 (lire en ligne)
- De numismatis et nummis antiquis dissertatio, Typographia Fabii di Falco, Romæ, 1668